# Pian della Tortilla
Pian della Tortilla è il primo romanzo di successo dello scrittore John Steinbeck. Scritto nel 1935, tratta in modo comico e surreale della vita di un gruppo di paisanos. Le storie che sono raccontate hanno come comune denominatore la vita di queste persone alla perenne ricerca di qualche soldo per un goccio di vino.
Il tenore del romanzo si capisce sin dall'inizio, quando l'autore paragona la casa di Danny alla Tavola Rotonda e i suoi amici ai Cavalieri, nominando Re Artù, Orlando e Robin Hood.
Il gruppo di amici ha una visione della vita differente da quella dominante: per loro la prigione è un buon posto dove smaltire sbornie, incontrare amici, rilassarsi e mangiare regolarmente. Una proprietà immobiliare e la ricerca della ricchezza, invece, possono diventare un peso che fa perdere di vista le cose importanti come l'amicizia, l'allegria e la condivisione. Molto meglio, a volte, vivere con dei cani in un pollaio oppure dormire nei boschi dove capita senza affannarsi e arrangiandosi qua e là, magari con qualche furtarello o piccoli imbrogli per procurarsi un po' di vino .

## Trama
Il luogo dove è ambientata la storia è la cittadina di Monterey, California, e precisamente Tortilla Flat, ovvero il quartiere in collina dove abitano gli ultimi discendenti dei veri californiani, coloro che hanno nelle vene sangue spagnolo, messicano, indio e caucasico. 

## Periodo d'ambientazione
Il periodo è quello della Grande depressione degli anni Trenta quando imperversava la miseria e la vita era ancora più dura per le minoranze etniche, come quella ispanica, socialmente marginalizzata rispetto ai bianchi.

## Il tema della povertà
Il libro ottiene un notevole successo e lancia l'autore che riprenderà in altri suoi capolavori (Uomini e topi e Furore) i temi della povertà in modo meno picaresco.

L'autore scriverà poi: 

## Adattamento cinematografico
Il romanzo è stato trasposto per il grande schermo nel 1942 da Victor Fleming, con protagonisti Spencer Tracy, Hedy Lamarr e John Garfield; in Italia il film è stato distribuito con il titolo Gente allegra.

## Edizioni
- John Steinbeck, Pian della Tortilla, traduzione di Elio Vittorini, collana I Delfini, Bompiani, 1939,  p. 214.
- id., Pian della Tortilla, trad. italiana di Elio Vittorini, collana Tascabili, Bompiani, Milano 1993, pp. 224 ISBN 978-88-452-0728-0
- id., Pian della Tortilla, Collana I Grandi tascabili, Bompiani, Milano, 1999-2009
- id., Pian della Tortilla, a cura di Luigi Sampietro, Collana Tascabili, Bompiani, Milano, I ed. 2014 ISBN 978-88-452-7803-7